# Fuád Mebaza
Fuád Mebaza (arab betűkkel فؤاد المبزع, Fuʾād al-Mubazza; Tunisz, 1933. június 15. – 2025. április 23.) tunéziai politikus. 

## Pályafutása
Az ország ideiglenes elnöke 2011-ben a jázminos forradalom után. Előtte a parlament alsóházának elnöki tisztségét töltötte be 1997–2011 között. A hatályos alkotmány értelmében a parlament lemondatta a magát ideiglenes elnöknek deklaráló Mohammed Gannúsit, és Mebaza került helyére, aki ekkor az addigi kormányzó Alkotmányos Demokratikus Tömörülés (RCD) pártból is kilépett.